# Malta Labour Party

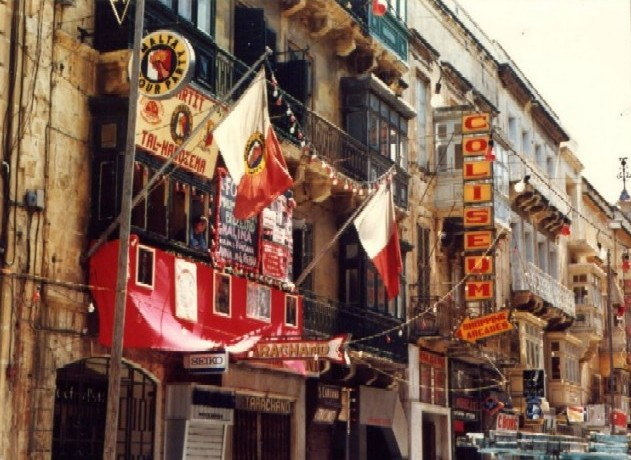
Het partijkantoor in Valletta (1985)

De Malta Labour Party (MLP) of Partit Laburista (PL) is een Maltese sociaaldemocratische partij. Samen met de Partit Nazzjonalista (d.i. Nationalistische Partij) is het een van de twee belangrijkste en grootste partijen van Malta.

## Geschiedenis
De Malta Labour Party werd in 1949 opgericht. Dr. Paul Boffa, de voorzitter van de Labour Party, stapte toen uit deze partij en richtte de Malta Workers Party (MWP) op, terwijl de vicevoorzitter, Dom Mintoff, de Labour Party reorganiseerde en haar de naam Malta Labour Party gaf.
Bij de parlementsverkiezingen van 1950 verkregen de MLP en de MWP bij elkaar opgeteld 11 zetels (resp. 8 en 3) in de Nationale Vergadering. De Partit Nazzjonalista (PN) profiteerde van de splitsing van het jaar daarvoor en behaalde er 4. Samen met de MWP vormde de PN toen een minderheidsregering. De coalitie hield stand tot 1955.
In 1955 won Mintoffs MLP de parlementsverkiezingen en werd hij minister-president. Mintoff ontpopte zich als een anti-kolonialistisch politicus die een onafhankelijk Malta wilde. Echter, omstreeks 1958 gooide Mintoff het over een andere boeg: nu streefde hij ernaar dat Malta een integraal onderdeel zal worden van het Verenigd Koninkrijk. In 1958 hield Mintoff een referendum waarin men vóór of tegen integratie in het Britse Rijk kon kiezen. De PN en de Rooms-Katholieke Kerk vertrouwden het referendum niet en riepen op tot een boycot. Vanwege de lage opkomst werd de uitslag ontbonden. Daarna brak er een staking uit van havenarbeiders en trad Mintoff af. George Borg Olivier van de PN werd na de verkiezingen premier.
Mintoff zocht als oppositieleider steun bij de Afrikaanse en de Oostbloklanden. Ook sprak hij zich uit voor een kleinere rol van de Rooms-Katholieke Kerk in het openbare leven. De Kerk verbood bij straffe van niet-deelnemen aan de H. Communie, haar leden om nog op de MLP te stemmen. In 1962 stapte de secretaris van de MLP, Toni Pellegrini, samen met een groep tegenstanders van Mintoffs koers t.o.v. de Kerk uit de MLP en zij richtten daarop de Christian Workers Party op. Paul Boffa, de ex-premier, werd erepresident van de CWP, terwijl Pellegrini haar voorzitter werd.
Bij de verkiezingen van 1962 won de MLP amper zetels erbij, dit vanwege het kerkelijke boycot van de MLP. Tijdens het Tweede Vaticaanse Concilie werd het boycot opgeheven. De MLP merkte dit tijdens de verkiezingen van 1971 toen de partij de grootste partij werd. Dominic Mintoff werd voor de tweede keer premier.
De nieuwe MLP-regering voerde een politiek van nationalisatie en Mintoffs regering voerde tevens belangrijke sociale hervormingen door. Daarnaast zegde hij het defensieverdrag met Groot-Brittannië op en dwong de Britten haar militaire bases op Malta op te geven. De contacten met de EEG kwamen op een laag pitje te staan en Mintoff voerde een neutralistische buitenlandse politiek. Mintoff knoopte nauwe betrekkingen aan met buurland Libië en Afrikaanse staten.
In 1974 maakte Mintoff van Malta een republiek. De parlementsverkiezingen van 1976 werden door de MLP gewonnen en bij de verkiezingen van 1981 wist de MLP haar zetelaantal vast te houden. In 1984 trad Mintoff als partijleider en premier af. Zijn 'kroonprins', dr. Carmelo Mifsud Bonnici, volgde hem als premier en voorzitter op.
In 1987 voerde premier Bonnici een belangrijke constitutionele hervorming door: de partij die de meeste stemmen behaalt (vanaf 1966 kent Malta een tweepartijenstelsel), krijgt de meerderheid van zetels. Voor die tijd betekende een meerderheid van zetels niet automatisch een meerderheid van zetels in het parlement. In 1987 kwam de PN na 16 jaar afwezigheid weer aan het bewind. In 1996 werd MLP-leider Alfred Sant na de verkiezingen minister-president. De nieuwe regering had toen maar één zetel voldoende voor een meerderheid. Deze regering viel reeds na twee jaar, toen Mintoff (nog steeds actief als parlementariër), tegen de regering stemde. Vervolgens was van 1998 tot 2013 de PN aan de macht.
De partij voerde in 2003 een onsuccesvolle campagne tegen Malta's lidmaatschap van de Europese Unie. Nadat het land in 2004 toch was toegetreden, sloot de MLP zich aan bij de Partij van Europese Socialisten.
In 2008 trad Alfred Sant af als partijleider en werd een opvolger gevonden in Joseph Muscat, die tussen 2013 en 2020 tevens premier van Malta was. In 2020 werd Muscat in beide functies afgelost door Robert Abela.
De MLP heeft thans 44 zetels in het 79 zetels tellende parlement. De partij heeft 4 afgevaardigden in het Europees Parlement.

## Partijleiders van de MLP
- William Savona (1925–1927)
- Michael Dundon (1927–1928)
- Paul Boffa (1928–1949)
- Dominic Mintoff (1949–1984)
- Carmelo Mifsud Bonnici (1984–1992)
- Alfred Sant (1992–2008)
- Charles Mangion (2008, waarnemend)
- Joseph Muscat (2008–2020)
- Robert Abela (sinds 2020)